# Kalendarium historii Kowar

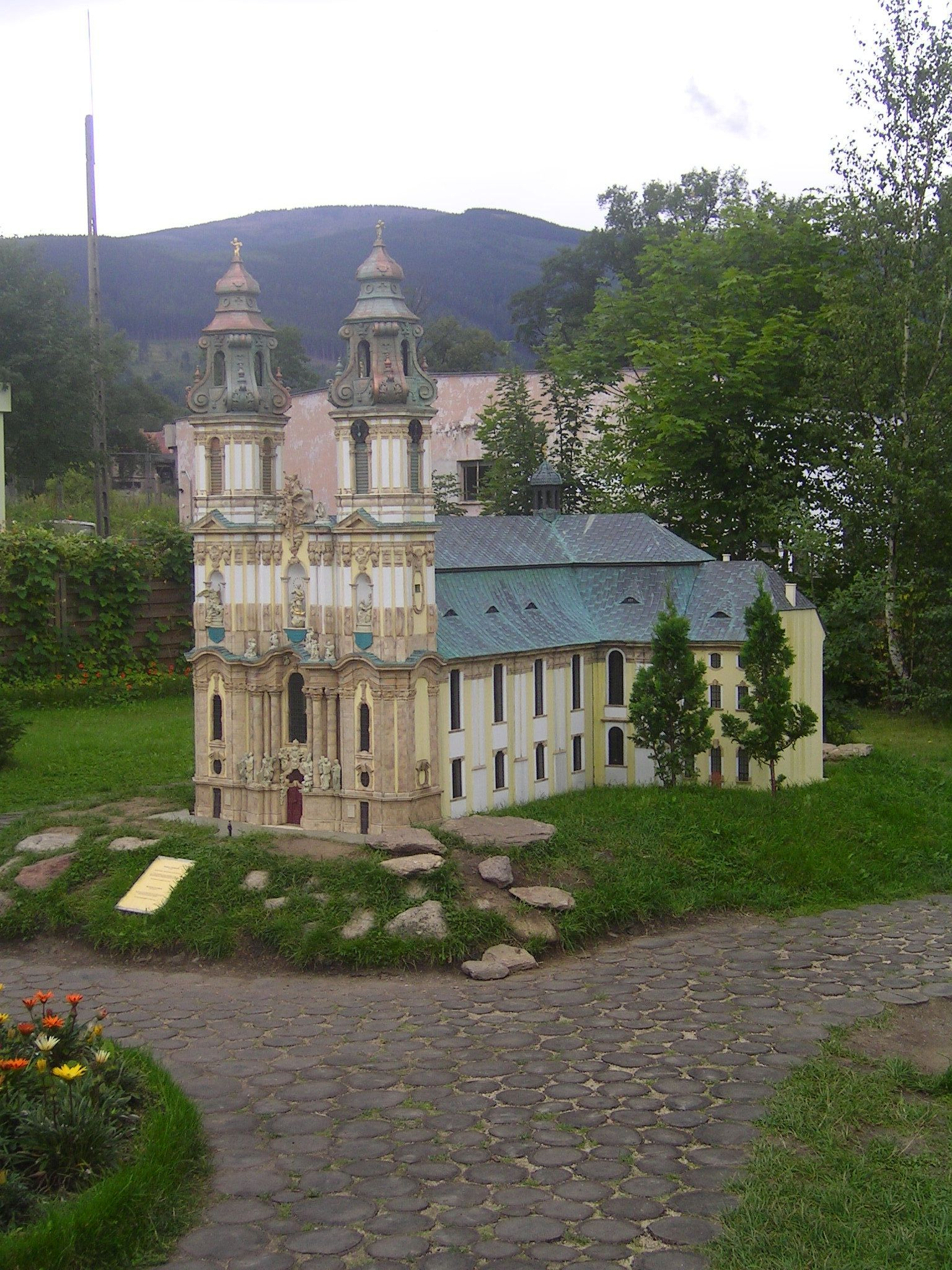
Miniatura bazyliki w Krzeszowie – Park Miniatur Zabytków Dolnego Śląska

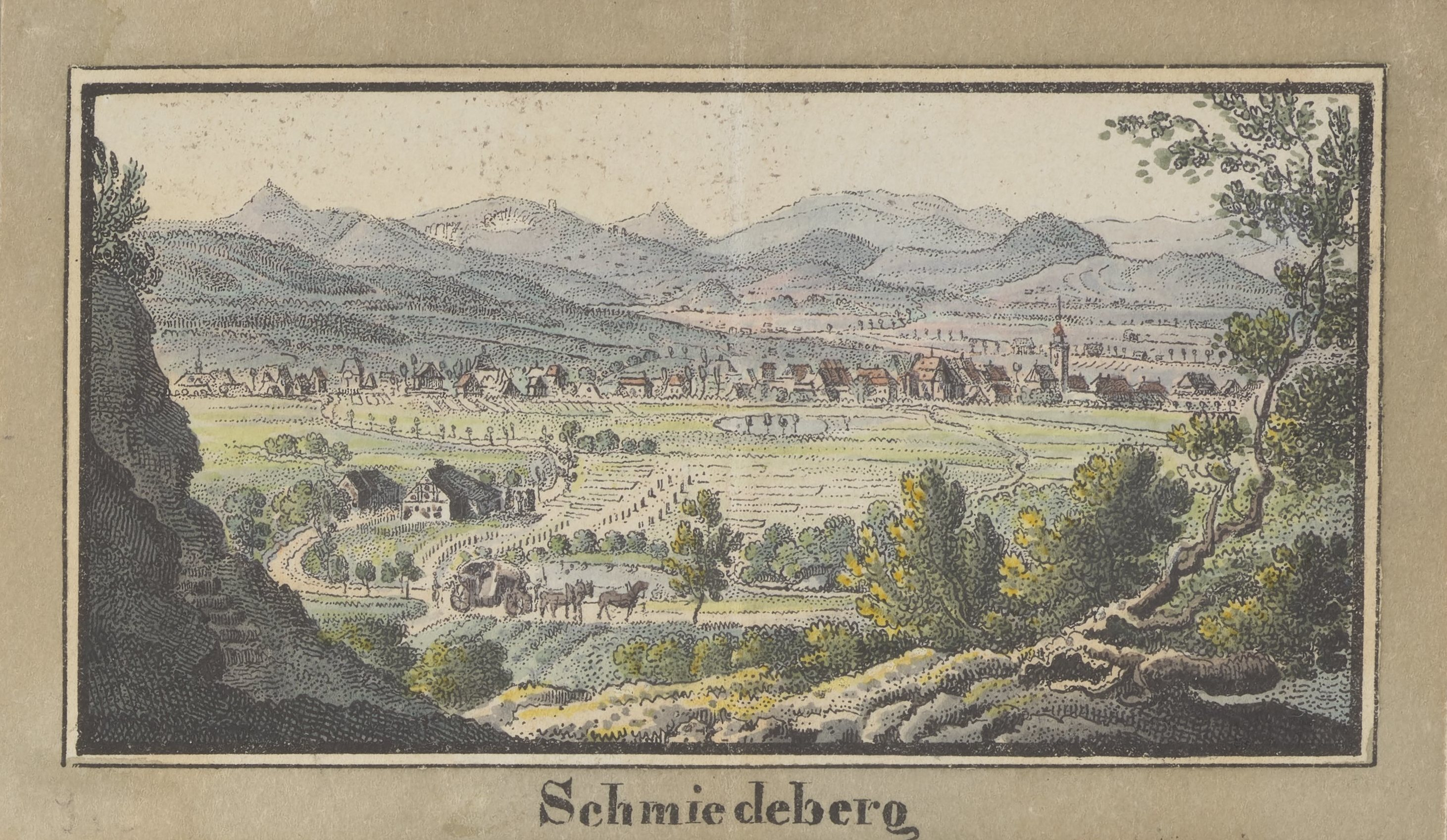
Widok miejscowości z XIX w.

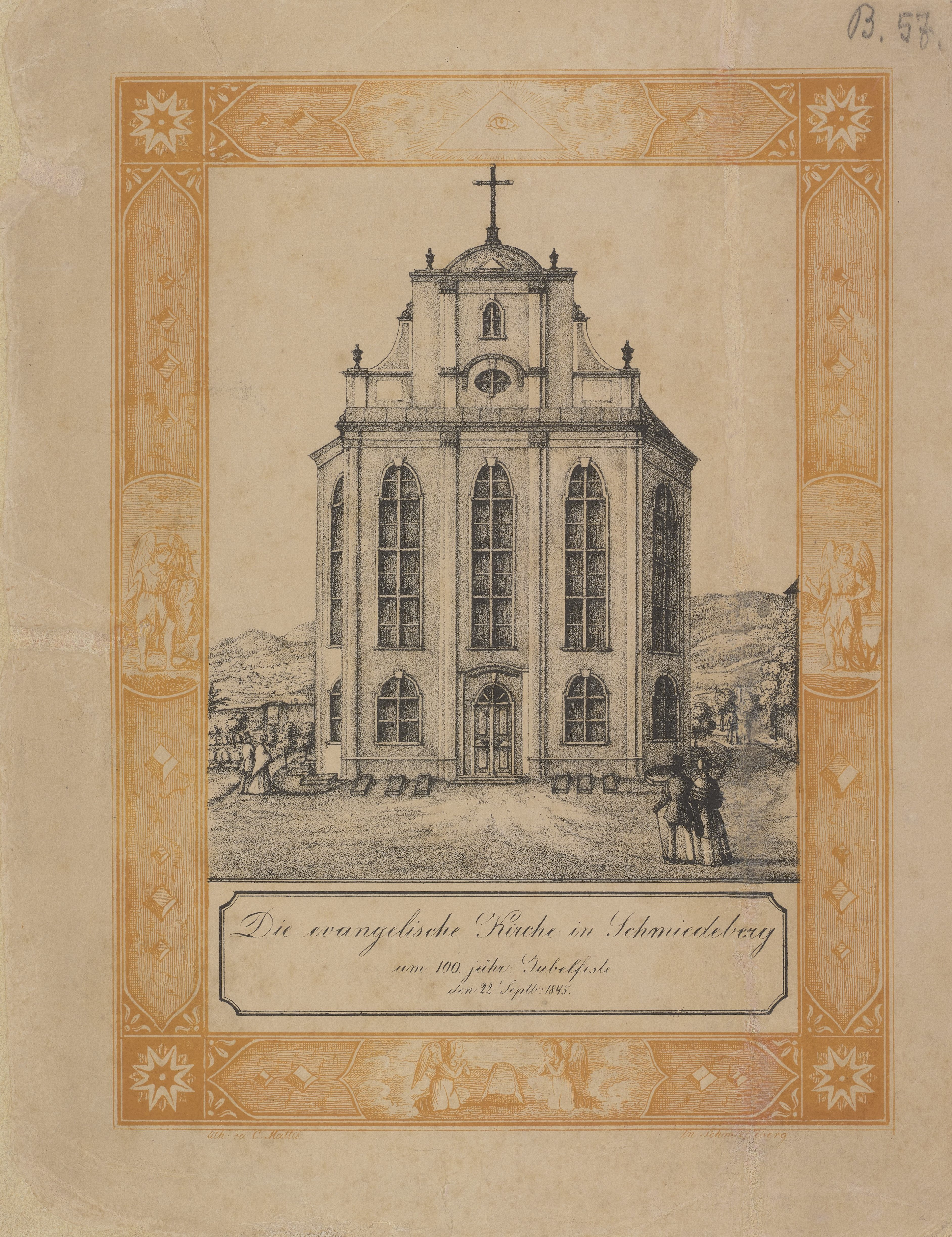
Kościół ewangelicki przed 1845

Kalendarium miasta Kowary

## Kalendarium

### XII – XV wiek
- 1148 – domniemane odkrycie złóż rudy żelaza przez legendarnego gwarka Wawrzyńca (Laurentiusa) Angelusa[1].
- 1158 – według kwestionowanych źródeł, założenie przez Bolesława Kędzierzawego osady kuźników[1].
- 1305 – Pojawia się pierwsza odnaleziona pisemna wzmianka o Kowarach[2].
- 1381 – Osada dostaje się we władanie Schaffgotschów[1].
- 1392 – Księstwo świdnicko-jaworskie, a w nim Kowary, stało się terytorium dziedzicznym królów Czech.
- 1401 – Kowary stały się własnością Gotsche Schaffa, burgrabiego na zamku w Jeleniej Górze i pana na Chojniku[2].
- 1408 – Rozpoczyna się spór z Jelenią Górą, dotyczący samodzielnego handlu suknem, solą i piwem[2].
- 1454 – Podpisano układ kończący ww. spór[2].

### XVI wiek
- 1513 – Władysław Jagiellończyk, król Czech i Węgier wydał przywilej lokacyjny dla Kowar jako miasta (czyli Kowary uzyskały prawa miejskie)[1].
- 1528 – Kowary uzyskały status "wolnego miasta górniczego", w konsekwencji przywilej usuwający zależność ekonomiczną od Jeleniej Góry[1].
- 1549 – Kościół parafialny przejęli (zakupili) ewangelicy[1].
- 1570 – Hrabia von Schaffgotsch buduje renesansowy pałac – Nowy Dwór[1].
- 1579 – Bunt chłopski w Kowarach[1].

### XVII wiek
- 1622 – Walczący w wojnie XXX-letniej kilkutysięczny oddział lisowczyków grabi miasto i najbliższą okolicę[1].
- 1633 – Zaraza dziesiątkuje mieszkańców miasta[2].
- 1634 – Pożar kościoła[2].
- 1634 – Feudalny dziedzic Kowar, Hans Ulrich Schaffgotsch aresztowany, dominium kowarskie zarekwirowane przez cesarza Ferdynanda II Habsburga[2].
- 1639 – Cesarz Ferdynand III Habsburg sprzedaje Kowary wraz z okolicznymi wsiami czeskiemu hrabiemu Hermanowi Czerninowi[2].
- 1650 – Upadek działalności górniczej, z powodu zniszczeń wojennych i zatopienia kopalni, ale przede wszystkim z powodu spadku zamówień na broń i wyroby z żelaza.
- 1654 – Franciszkanie osiadają w Kowarach, katolicy odzyskują kościół[1].
- 1670 – Odbudowa spalonego kościoła, nadanie wnętrzu barokowego stylu[1].
- 1695 – Układ kowarzan z Hermanem Jakubem Czerninem zakończył kompromisem spór, którego źródłem było nierespektowanie przywileju z 1513 i 1528 roku[2].

### XVIII wiek
- 1720 - powstanie pierwszej manufaktury wyrobów lnianych[1]
- 1727 – Budowa barokowej kaplicy Świętej Anny[1]
- 1736 – Potwierdzenie przywilejów miasta przez cesarza Karola VI Habsburga.
- 1740-1742 – Opanowanie Śląska przez wojska Fryderyka II Hohenzollerna. Kowary przeszły pod panowanie pruskie, wcześniej będąc pod austriackim.
- 1743-1744 - wzniesienie kościoła ewangelickiego[1]
- 1747 – Fryderyk II, król Prus polecił wykupić dobra kowarskie od Czerninów, a kwotę kontraktu wpisać na hipotekę miasta. Kowary otrzymały przywilej miasta królewskiego, jednocześnie zmieniono miastu herb[1].
- 1786–1789 – Budowa ratusza miejskiego w stylu klasycystycznym[1].
- 1792 – Wielki pożar śródmieścia. Spłonęło 40 domów i 46 budynków gospodarczych[2].

### XIX wiek
- 1810 – Powódź zniszczyła dużą część miasta, 11 ofiar śmiertelnych[2].
- Marzec-maj 1848 – Wiosna Ludów na Śląsku; zamieszki w Kowarach[1]
- 1856 – Wznowienie działalności górniczej (wydobycie rudy żelaza)[2].
- 1855-1857 – Budowa "drogi głodowej" z Kowar do Kamiennej Góry, za dzień pracy robotnicy otrzymywali bochenek chleba[2].
- 1856 – Uruchomienie Fabryki Dywanów Smyrneńskich[2].
- 1881-1882 – Budowa linii kolejowej z Jeleniej Góry do Kowar[1].
- 1897 – Wielka powódź[2].

### XX wiek
- 1902 – Budowa sanatorium na Wysokiej Łące[2].
- 1905 – Ukończenie budowy linii kolejowej z Kowar do Kamiennej Góry przez Ogorzelec[1].
- 1916 – Uruchomienie szpitala Bukowiec[2].
- 1939-1945 – II wojna św. Miasto nie ucierpiało w wyniku działań wojennych[2].
- 1945-1947 – włączenie Kowar w nowe granice Polski. Wysiedlenie ludności niemieckiej, zasiedlanie miasta przez ludność polską[2].
- 1948-1972 – Działalność poszukiwawczo-wydobywcza rudy uranowej Przedsiębiorstwa Państwowego "Kowarskie Kopalnie", a następnie Zakładów Przemysłowych R-1.
- 1949-1952 – Budowa "Osiedla Górniczego", liceum ogólnokształcącego i domu kultury[2].
- 1969-1976 – Budowa i uruchomienie nowego zakładu wyrobu dywanów.
- Lata 90. – Renowacja kowarskiej starówki.
- 2000 – Otwarcie do zwiedzania kowarskich sztolni.

### XXI wiek
- 2003 – Otwarcie Parku Miniatur.
- 2009 – Ogłoszenie upadłości przez Fabrykę Dywanów "Kowary"